# Jacques Jouanna
Pour les articles homonymes, voir Jouanna.
Cet article possède un paronyme, voir Jacques Jouanneau.
Jacques Jouanna, né le 27 mai 1935 à Nancy (Meurthe-et-Moselle), est un universitaire et historien-helléniste français spécialiste de la médecine (Hippocrate, Galien) et de la tragédie de la Grèce antique.
Professeur émérite à l'Université Paris-Sorbonne, il est, depuis 1997, membre de l'Académie des inscriptions et belles-lettres.

## Biographie
Après avoir passé l'agrégation de lettres en 1959, il enseigne quelques années dans le secondaire (Pointe-à-Pitre en Guadeloupe et Pau) avant d'entamer une carrière universitaire en langue et littérature grecques, d'abord à la faculté des Lettres de Université Paris-Nanterre (assistant de 1964 à 1966 puis maître-assistant de 1966 à 1970), puis à l'université de Strasbourg II (maître de conférences de 1970 à 1973, puis professeur de 1973 à 1981), avant d'achever sa carrière d'enseignant à l'Université de Paris IV-Sorbonne (1981-2004). En 1997, il a été élu membre de l'académie des inscriptions et belles-lettres, au fauteuil de Jean Pouilloux ; il en a assuré la vice-présidence en 2005, et la présidence en 2006,.
Vice-président de l'université de Strasbourg de 1979 à 1981, directeur de l'unité de formation et de recherche de grec à l'université Paris IV-Sorbonne de 1990 à 2000, directeur de l'École doctorale « Mondes de l'Antiquité » de 1996 à 2004. Il a aussi assumé des responsabilités au Conseil national des universités, au Centre national de la recherche scientifique, à l'École française d'Athènes, à la Fondation Thiers, au Comité scientifique de la Fondation Hardt pour l'étude de l'Antiquité classique, à l’Association des Professeurs de Langues anciennes de l’Enseignement supérieur (président de 2000 à 2002), à l'Association pour l'encouragement des études grecques en France (secrétaire général de 1970 à 1987 et président de 1989 à 1990) et à l'Association Guillaume Budé (président de 2002 à 2011),.
Directeur de la Revue des études grecques (depuis 1988), membre de l’Association pour l'encouragement des études grecques, du Conseil scientifique de l’Institut de recherche et d'histoire des textes, du conseil d’administration et du bureau de l’Association des professeurs de langues anciennes de l'enseignement supérieur, ainsi que du Comité scientifique de la Fondation Hardt pour l’étude de l’Antiquité classique, il est également membre de  de l'Académie pontanienne et membre correspondant de l’Académie internationale d'histoire des sciences.
De 1977 à 2014, il anime un séminaire consacré à la collection hippocratique et plus largement à la médecine en Grèce antique. En 1980, il fonde la RCP 623 du CNRS sur la Collection hippocratique. Cette formation est devenue l'URA Médecine grecque (D 1255), puis l'UPRESA 8062 et enfin l'UMR en 2002.

## Travaux
Disciple de Fernand Robert et de Jacqueline de Romilly, il soutient en 1968 un doctorat de 3e cycle sur le traité hippocratique Nature de l'homme puis, en 1972, un doctorat d'État intitulé Hippocrate : pour une archéologie de l'école de Cnide. Il a publié près de 250 articles consacrés pour la plupart à la médecine grecque ou à la tragédie. Auteur de deux ouvrages de synthèse consacrés respectivement à Hippocrate et Sophocle, il a par ailleurs édité dans la collection des Universités de France (CUF) différents traités du Corpus hippocratique et de Galien.

## Publications

### Ouvrages
- Hippocrate : pour une archéologie de l'école de Cnide, Paris, Belles Lettres, 1974, 664 p. (2e édition augmentée d'un article [2004] et d'une Postface [2009], Paris, Les Belles Lettres, 2009, 718 p.)[7]
- Hippocrate, Paris, Les Belles Lettres, 2017, 719 p. (édition mise à jour ; 1e éd., Paris, Fayard, 1992, 648 p. ; réédition avec corrections 1995). Traduction américaine : Hippocrates, translated by M.B. DeBevoise, The Johns Hopkins University Press, Baltimore-London, 1999.
- Sophocle, Paris, Fayard, 2007, 906 p. Traduction américaine : Sophocles. A Study of His Theater in its Political and Social Context, translated by S. Rendall, Princeton University Press, Princeton-Oxford, 2018, 883 p.
- Greek Medicine from Hippocrates to Galen. Selected Papers, translated by N. Allies, edited with a Preface by Ph. van der Eijk, Leiden-Boston, Brill, 2012, 403 p.
- Médecine et tragédie en Grèce antique. Scripta minora 1961-2023, édition établie par Antonio Ricciardetto, introduction par Caroline Noirot et Antonio Ricciardetto, Paris, Les Belles Lettres, XIV-2862 p., 2024  (ISBN 978-2251454979). Compilation de l'ensemble de ses articles scientifiques.

Comme éditeur scientifique :
- avec L. Bourgey (éd.), La Collection hippocratique et son rôle dans l'histoire de la médecine, Colloque hippocratique de Strasbourg (23-27 octobre 1972), Leiden, Brill, 1975, 367 p.
- Les écrivains et le sacré (Actes du XIIe Congrès de l'Association Guillaume Budé) (Bordeaux 1988), Paris, Les Belles Lettres, 1989, 505 p.
- avec R. Ginouvès, A.-M. Guimier-Sorbets et L. Villard (éd.), L'eau, la santé et la maladie dans le monde grec (Actes du Colloque organisé à Paris, CNRS et Fondation Singer-Polignac du 25 au 27 novembre 1992 par le Centre de recherche « Archéologie et systèmes d'information » et par l'URA 1255 « Médecine grecque »), Paris, de Boccard, 1994 (= Bulletin de Correspondance hellénique, Suppl. 28), 399 p.
- avec A. Garzya (éd.), Histoire et ecdotique des textes médicaux grecs (Actes du IIe Colloque International, Paris 24-26 mai 1994) = Storia e ecdotica dei testi medici greci (atti del II Convegno internazionale, Parigi, 24-26 maggio 1994), Napoli, D'Auria, 1996, 466 p.
- avec H. Flashar (éd.), Médecine et morale dans l'antiquité, Entretiens sur l'Antiquité classique, volume 43, Vandœuvres-Genève, Fondation Hardt, 1997, 415 p.
- avec J. Leclant (éd.), Le théâtre grec antique : la tragédie, Cahiers de la Villa Kérylos no 8, Paris, 1998, 255 p.
- avec A. Garzya (éd.), I testi medici greci. Tradizione e ecdotica = Les textes médicaux grecs, tradition et ecdotique (Actes du IIIe colloque international, Naples, 15-18 ottobre 1997), Napoli, D'Auria, 1999, 612 p.
- avec J. Leclant (éd.), Le théâtre grec antique : la comédie (Actes du Xe Colloque de la Villa Kérylos, 1-2 oct. 1999), Cahiers de la villa Kérylos no 10, Paris, Académie des Inscriptions et Belles-Lettres, 2000, 332 p.
- avec M. Woronoff et S. Follet (éd.), Dieux, héros et médecins grecs. Hommage à Fernand Robert, Besançon, Presses Universitaires Franc-comtoises, 2001, VIII-225 p.
- avec  L. Villard et la collaboration de D. Béguin (éd.), Vin et santé en Grèce ancienne (Actes du colloque de Rouen et de Paris, 28-30 septembre 1998), Supplément au Bulletin de Correspondance hellénique 40, 2002, 422 p.
- avec A. Garzya (éd.), Transmission et ecdotique des textes médicaux grecs /Transmissione e ecdotica dei testi medici greci (Actes du IVe Colloque international, Paris, 17-19 mai 2001), Naples, D'Auria, 2003, 456 p.
- avec J. Barnes (éd.), Galien et la philosophie, Entretiens sur l’Antiquité classique (Vandœuvres, 2-6 septembre 2002), t. 49, Vandœuvres-Genève, Fondation Hardt, 2003, 369 p.
- avec J. Leclant (éd.), La poésie grecque antique, Cahiers de la villa Kérylos, no 14, Paris, Diff. de Boccard, 2003, 240 p.
- avec J. Leclant (éd.), La médecine grecque antique (Actes du 14e colloque de la Villa Kérylos, Beaulieu-sur-Mer, 10 & 11 octobre 2003), Cahiers de la villa « Kérylos » 15, Paris, Académie des Inscriptions et Belles-Lettres, 2004, 299 p.
- avec V. Boudon, A. Garzya et A. Roselli (éd.), Ecdotica e ricezione dei Testi Medici Greci. Atti del V Convegno Internazionale, Napoli, 1-2 ottobre 2004, Napoli, D'Auria, 2006, 546 p.
- avec J. Leclant et M. Zink (éd.), L'homme face aux calamités naturelles dans l'Antiquité et au Moyen Âge (Actes du XVIe colloque de la Villa Kérylos à Beaulieu-sur-Mer les 14 & 15 octobre 2005), Cahiers de la Villa « Kérylos » no 17, Paris, Académie des Inscriptions et Belles-Lettres, 2006, 293 p.
- avec D. Briquel (éd.), La poétique. Théorie et Pratique. Actes du XVe Congrès de l'Association Guillaume Budé (Orléans-La Source 25-28 août 2003, Paris, Les Belles Lettres, 2008, 1153 p.
- avec F. Montanari (éd.), Eschyle à l'aube du théâtre occidental, Entretiens sur l'Antiquité classique (Vandœuvres, 25-29 août 2008), t. 55, Vandœuvres-Genève, Fondation Hardt, 2009, 510 p.
- avec V. Boudon-Millot, A. Garzya et A. Roselli (éd.), Storia della tradizione e edizione dei medici greci. Atti del VI Colloquio internazionale. Histoire de la tradition et édition des médecins grecs. Actes du VIe colloque international, Paris, 12-14 avril 2008, Napoli, D'Auria, 2010, 474 p.
- avec M. Fartzoff et B. Bakhouche (éd.), L'homme et la science. Actes du XVIe Congrès international et quinquennal de l'Association Guillaume Budé, organisé à l'Université Paul-Valéry, Montpellier III, du 1er septembre au 4 septembre 2008, Paris, Les Belles Lettres, 2011, 862 p.

- avec P. Toubert et M. Zink (éd.), L'eau en Méditerranée de l'Antiquité au Moyen Âge (Actes du XXIIe Colloque de la Villa Kérylos, 7-9 octobre 2011), Cahiers de la villa Kérylos no 23, Paris, Académie des Inscriptions et Belles-Lettres, 2012, 424 p.
- avec V. Boudon-Millot et G. Cobolet, René Chartier (1572-1654) : éditeur et traducteur d'Hippocrate et Galien. Actes du colloque international de Paris (7 et 8 octobre 2010), Paris, 2012, 342 p.
- avec M. Zink et H. Lavagne (éd.), La Grèce antique dans la littérature et les arts, de la Belle Époque aux années trente (Actes du XXIIIe Colloque de la Villa Kerylos, 5-6 octobre 2012), Cahiers de la villa Kerylos no 24, Paris, Académie des Inscriptions et Belles-Lettres, 2013, 311 p.
- avec M. Zink (éd.), Hippocrate et les hippocratismes : médecine, religion, société. Actes du XIVe Colloque international hippocratique, Paris, Académie des Inscriptions et Belles-Lettres, 2014, 486 p.
- avec M. Zink et L. Pernot (éd.), Charmer, convaincre : la rhétorique dans l'histoire (Actes du XXIVe Colloque de la Villa Kérylos, 4-5 octobre 2013), Cahiers de la villa Kérylos no 25, Paris, Académie des Inscriptions et Belles-Lettres, 2014, 350 p.
- avec M. Fumaroli, M. Trédé et M. Zink (éd.), Hommage à Jacqueline de Romilly. L'empreinte de son œuvre. Actes du colloque de Paris, 27-28 octobre 2011, Paris, Académie des Inscriptions et Belles-Lettres, 2014, 258 p.
- avec M. Zink et Ph. Contamine (éd.), La Grèce et la guerre (Actes du XXVe Colloque de la Villa Kérylos, 3-4 octobre 2014), Cahiers de la villa Kérylos no 26, Paris, Académie des Inscriptions et Belles-Lettres, 2015, 315 p.
- avec V. Schiltz et M. Zink (éd.), La Grèce dans les profondeurs de l'Asie (Actes du XXVIe Colloque de la Villa Kérylos, 9-10 octobre 2015), Cahiers de la villa Kérylos no 27, Paris, Académie des Inscriptions et Belles-Lettres, 2016, 435 p.
- avec H. Lavagne, A. Pasquier, V. Schiltz et M. Zink (éd.), Au-delà du savoir : les Reinach et le monde des arts (Actes du XXVIIe Colloque de la Villa Kérylos, 7-8 octobre 2016), Cahiers de la villa Kérylos no 28, Paris, Académie des Inscriptions et Belles-Lettres, 2017, 314 p.
- avec C. Robin et M. Zink (éd.), Vie et climat d'Hésiode à Montesquieu (Actes du XXVIIIe Colloque de la Villa Kérylos, 13-14 octobre 2017), Cahiers de la villa Kérylos no 29, Paris, Académie des Inscriptions et Belles-Lettres, 2018, 427 p.
- avec A. Vauchez, J. Scheid et M. Zink (éd.), Des tombeaux et des dieux (Actes du XXIXe Colloque de la Villa Kérylos, 12-13 octobre 2018), Cahiers de la villa Kerylos no 30, Paris, Académie des Inscriptions et Belles-Lettres, 2019, 451 p.
- avec Y.-M. Bercé et N. Grimal (éd.), Méditerranée, mer de l'exil (Actes du XXXIe Colloque de la Villa Kérylos, 8-9 octobre 2021), Cahiers de la villa Kérylos no 32, Paris, Académie des Inscriptions et Belles-Lettres, 2022, XIV-247 p.
- avec N. Grimal (éd.), La redécouverte du Levant (Actes du XXXIIe Colloque de la Villa Kérylos, 14-15 octobre 2022), Cahiers de la villa Kérylos no 33, Paris, Académie des Inscriptions et Belles-Lettres, 2023, XII-303 p.
- avec N. Grimal (éd.), Délos au coeur de la Méditerranée (Actes du XXXIIIe Colloque de la Villa Kérylos, 13-14 octobre 2023), Cahiers de la villa Kérylos no 34, Paris, Académie des Inscriptions et Belles-Lettres, 2024, XII-323 p.

### Éditions et traductions
- Hippocrate, La nature de l'homme, Corpus medicorum graecorum, I, 1, 3, Berlin, 1975[8], 331 p. (2e édition anastatique augmentée et corrigée, Berlin, Akademie Verlag, 2002, 342 p.
- Hippocrate, L’art de la médecine, traduction et présentation par J. Jouanna et C. Magdelaine, Flammarion, Paris, 1999, 363 p.
- Hippocrate. Le Serment, les Serments chrétiens, La Loi, Le Testament, Paris, Les Belles Lettres (Série du centenaire des Belles Lettres), 2019, 208 p.

### Collection des universités de France
- Galien, tome IV. Ne pas se chagriner, CUF, Paris, Les Belles Lettres, 2010, LXXX + 210 p. (avec V. Boudon-Millot et A. Pietrobelli).
- Hippocrate, tome I, 1re partie. Introduction générale. Vie selon Soranos. Presbeutikos ou Discours d’ambassade. Épibômios ou Discours à l’autel. Décret des Athéniens, CUF, Paris, Les Belles Lettres, 2020, CCCXXXIV + 378 p.
- Hippocrate, tome I, 2e partie. Le Serment. Les Serments chrétiens. La Loi, CUF, Paris, Les Belles Lettres, 2018, 528 p.
- Hippocrate, tome II, 1re partie. L'Ancienne médecine, CUF, Paris, Les Belles Lettres, 1990, 239 p.
- Hippocrate, tome II, 2e partie. Airs, eaux, lieux, CUF, Paris, Les Belles Lettres, 1996, 375 p.
- Hippocrate, tome II, 3e partie. La maladie sacrée, CUF, Paris, Les Belles Lettres, 2003, CXXXIII + 163 p.
- Hippocrate, tome III, 1re partie. Pronostic, CUF, Paris, Les Belles Lettres, 2013, CCXCI + 327 p. (avec A. Anastassiou et C. Magdelaine).
- Hippocrate, tome IV. 1re partie, Épidémies I et III, CUF, Paris, Les Belles Lettres, 2016, CCXXIV + 492 p. (avec A. Anastassiou et A. Guardasole).
- Hippocrate, tome IV, 3e partie. Épidémies V et VII, CUF, Paris, Les Belles Lettres, 2000, CXLVIII + 351 p. (avec M. D. Grmek pour le commentaire).
- Hippocrate, tome V, 1re partie. Des vents. De l'art, CUF, Paris, Les Belles Lettres, 1988, 282 p.
- Hippocrate, tome VII, 1re partie. Sur les Fractures, CUF, Paris, Les Belles Lettres, 2022, CLXXV + 420 p. (avec A. Anastassiou et A. Roselli).
- Hippocrate, tome VII, 3e partie. L'officine du médecin, CUF, Paris, Les Belles Lettres, 2024, CXL + 234 p. (avec A. Anastassiou et A. Ricciardetto).
- Hippocrate, tome X, 2e partie. Maladies II, CUF, Paris, Les Belles Lettres, 1983, 315 p.
- Hippocrate, tome XVI. Problèmes hippocratiques, CUF, Paris, Les Belles Lettres, 2017, LXIX + 228 p. (avec A. Guardasole).

## Distinctions
- Officier de la Légion d'honneur (2015)[4],[9]
- Commandeur de l'ordre des Palmes académiques[4]
- Chevalier de l'ordre des Arts et des Lettres[4]